# كلارا يونغ
كلارا يونغ هي ممثلة (وحملت سابقاً جنسية الاتحاد السوفيتي)، ولدت في 1882 في زولوتشيف في أوكرانيا، وتوفيت في 1952 في موسكو في روسيا.